# San Juan de los Cués
San Juan de los Cués är en kommun i Mexiko.   Den ligger i delstaten Oaxaca, i den sydöstra delen av landet, 270 km sydost om huvudstaden Mexico City. Antalet invånare är 2 447. Arean är 116 kvadratkilometer.
Terrängen i San Juan de los Cués är bergig åt sydost, men åt nordväst är den kuperad.
Följande samhällen finns i San Juan de los Cués:
- San Antonio Nopalera
- Contlalco
- Barrio Carpintero